# Подјезични живац
Подјезични или хипоглосни живац (лат. nervus hypoglossus) је кранијални живац, који инервише мускулатуру језика и гениохиоидни мишић.
Живац полази из моторног једра (лат. nucleus nervi hypoglossi) продужене мождине у виду 10-12 коренова, који излазе кроз њен предњи бочни жлеб. Након тога коренови се простиру упоље и унапред и улазе у хипоглосни канал, где се спајају у једно нервно стабло. После изласка из лобањске дупље, живац улази у ретростилоидни део латерофарингеалног простора и спушта се дуж спољашње стране унутрашње и спољашње каротидне артерије. У висини почетног дела потиљачне артерије, он скреће хоризонтално унапред према језику. Пошто прође кроз пукотину између хиоглосног и милохиоидног мишића, помоћни живац долази у подјезични предео и дели се у своје завршне језичне гране.
Језичне гране (лат. rami linguales nervi hypoglossi) инервишу мишиће језика и гениохиоидни мишић. При једностраној парализи нерва долази до отежаних покрета језика, док је при обостраној парализи он у потпуности непокретан и отежани су говор и жвакање.